# جون أ. ديكر
جون أ. ديكر (بالإنجليزية: John A. Decker)‏ هو قاضي ومحامي أمريكي، ولد في 20 يوليو 1915 في ميلواكي في الولايات المتحدة، وتوفي في 16 أغسطس 2006.